# Herbita medona
Herbita medona là một loài bướm đêm trong họ Geometridae.